# Condado de Davison
El condado de Davison (en inglés: Davison County, South Dakota), fundado en 1874, es uno de los 66 condados en el estado estadounidense de Dakota del Sur. En el 2000 el condado tenía una población de 18 741 habitantes en una densidad poblacional de 17 personas por km². La sede del condado es Mitchell.

## Geografía
Según la Oficina del Censo, el condado tiene un área total de 1132 km² (437,1 mi²), de la cual 1129 km² (435,9 mi²) es tierra y 3 km² (1,2 mi²) es agua.

### Condados adyacentes
- Condado de Sanborn - norte
- Condado de Hanson - este
- Condado de Hutchinson - sureste
- Condado de Douglas - suroeste
- Condado de Aurora - oeste

## Demografía
En el 2000 la renta per cápita promedia del condado era de $33 476, y el ingreso promedio para una familia era de $44 357. El ingreso per cápita para el condado era de $17 879. En 2000 los hombres tenían un ingreso per cápita de $30 825  versus $20 940 para las mujeres. Alrededor del 11.50% de la población estaba bajo el umbral de pobreza nacional.
| 1900 | 1910   | 1920   | 1930   | 1940   | 1950   | 1960   | 1970   | 1980   | 1990   | 2000   | Est. 2008 |
| ---- | ------ | ------ | ------ | ------ | ------ | ------ | ------ | ------ | ------ | ------ | --------- |
| 7483 | 11 625 | 14 139 | 16 821 | 15 336 | 16 522 | 16 681 | 17 319 | 17 820 | 17 503 | 18 741 | 18 931    |

## Ciudades y pueblos
- Ethan
- Loomis
- Mitchell
- Mount Vernon

## Mayores autopistas
- Interestatal 90
- Carretera de Dakota del Sur 37
- Carretera de Dakota del Sur 42